# پائولین یاگش
پائولین یاگش (آلمانی: Pauline Jagsch؛ زادهٔ ۱۳ مارس ۲۰۰۳) قایقران کایاک زن اهل آلمان است.
وی در مسابقات کشوری و بین‌المللی در مجموع برندهٔ ۱ مدال نقره شده است.